# Andreu Ferrer Ginard
Andreu Ferrer Ginard (Artà, 1887 - Palma, 1975) fou un folklorista i escriptor mallorquí.
Nascut a Artà, va estudiar magisteri. Exercí de mestre en el Migjorn Gran (Menorca), Artà i Palma. Interessat pels estudis sobre la cultura popular, arreplegà un abundant material, publicat sols en part a les revistes, fundades per ell a Artà, "Llevant" (1917-1930) i "Tresor dels avis" (1922-1929). També publicà materials al diari "El Dia", a "La Veu de Mallorca", "Cort", etc. El 1914 inicià la col·lecció “Folklore Balear”, on aparegueren els seus reculls "Rondaies de Menorca" (1914) i "Cançonetes menorquines" (1922) i unes notes sobre aplicació del sistema decimal a la classificació del folklore (1924). El 1965 publicà el llibret "Folklore balear", i a partir del 1959 promogué la Fundació Tresor dels Avis, amb la intenció de formar un arxiu folklòric i bibliogràfic de les Balears, de la qual edità un “Bolletí Informatiu”. Publicà obres de caràcter pedagògic, dedicades a l'ensenyament del català i del castellà com "Nocions d'ortografia mallorquina" (1921). També és autor de "Rondaies populars de diferents autors i països arreglades al mallorquí vulgar".